# Bàsquet Mallorca
El Bàsquet Mallorca fue un club de baloncesto de España con sede en Inca (Baleares) que militó en la LEB Oro.
Su pabellón fue el Palacio Municipal de Deportes de Inca, que cuenta con un aforo de 3.000 espectadores.

## Historia
El club se creó el 12 de junio de 2008 gracias a la fusión del Club Basquet Inca y del Club Basquet Muro. Debido a los graves problemas económicos de los tres representantes del baloncesto mallorquín el Gobierno Balear propuso la fusión de los tres clubes, los dos citados y Club Baloncesto Alcudia, este último decidió no participar en dicha fusión.
En esta su primera temporada Bàsquet Mallorca se ha fijado la permanencia del equipo LEB oro e intentar que sus jóvenes jugadores del equipo EBA se fogueen ante jugadores mayores y más veteranos que ellos , a día de hoy (27-12-2008) Joan Sastre y Miki Servera han sido convocados por la selección española sub-18 para jugar un torneo de preparación para el Campeonato de Europa del próximo año.
El día 5 de diciembre el número 1 del tenis , el mallorquín, Rafael Nadal recibe el carnet de socio de honor del Basquet Mallorca.
El 15 de enero de 2009 Joan Llompart deja la presidencia del club por motivos personales y es nombrado presidente Toni Ramis hasta el momento responsable del área comercial del club.
El día 17 de marzo Tyler Tiedeman sufrió una lesión durante el entrenamiento produciéndose una rotura en el tendón de Aquiles de su pie derecho, de la que fue operado en la Clínica Palmaplanas .
El 25 de marzo de 2009 Joan Riera deja el equipo para jugar cedido en el Club Baloncesto Estudiantes de la liga ACB después de renovar por 3 temporadas más.
En la primera temporada en LEB oro el Bàsquet Mallorca se ha clasificado 15º.
El 5 de mayo de 2009 Xavi Sastre renueva su contrato como entrenador una temporada más.
Para la temporada 2009-2010 el Bàsquet Mallorca contrató a Juan Domingo de la Cruz como director deportivo.
En la temporada 2009-2010 fueron baja del equipo, Jason Keep, Tyler Tiedeman, Joan Sastre (Cajasol), Jan Orfila (La Palma) y Jason Blair (Burgos) , así como el también junior jugador del equipo EBA Miki Servera (Unicaja). Las altas fueron Llorenç Llompart (Palma Playa Park), Jeff Bonds (Gijón), Shaun Green (Utah Utes), José Amador (Vic) y Daniel Northern (Tennessee Tech).
En 2013 el Club fue disuelto para dar paso a otro nuevo equipo de baloncesto, el Club de basquet Ciutat d´Inca

## Denominaciones
- Bàsquet Mallorca (2008-2010)
- Iberostar Mallorca Bàsquet (2010-2011)
- Logitravel Mallorca Bàsquet (2011-2012)
- Wifibaleares Mallorca Bàsquet (2012-2013)

## Temporadas
| Temporada | Nivel | División  | Pos. | Postemporada         | TR    | PO  |
| --------- | ----- | --------- | ---- | -------------------- | ----- | --- |
| 2008-09   | 2     | LEB       | 15.º | –                    | 12-22 | –   |
| 2009-10   | 2     | LEB Oro   | 12.º | Descenso             | 16-18 | –   |
| 2010-11   | 3     | LEB Plata | 2.º  | Final (2.º)/ Ascenso | 22-6  | 9-5 |
| 2011-12   | 2     | LEB Oro   | 13.º | Descenso             | 15-19 | –   |
| 2012-13   | 4     | Liga EBA  | 13.º | –                    | 12-18 | –   |